# ALL CONNECT
株式会社ALL CONNECT（オールコネクト、英: ALL CONNECT Inc.）は、福井県福井市に本社を置く日本の企業。

## 概要
スマートフォンや通信回線、電力などのインフラを取り扱ったWebサービスを提供している。

## 主な事業
販売代理事業
主にスマートフォンやインターネット回線、インフラといったサービスをWEBで代理販売を行っている。
MVNO事業
WiMAXやLTEなどの移動体通信サービスのOEM事業。「モバレコAir」や「Broad WiMAX」を始め様々な通信サービスをオリジナルブランドとして展開している。
EC／メディア事業
インターネット契約の総合窓口「ネットのミカタ。」、スマートフォンやSIMの総合情報サイト「モバレコ」、 WiFi選びを徹底サポートする「WiFiストア」など通信インフラの選び方を提案するECサイトやメディアを運営している。
地域振興事業
本社を置く福井県及び北陸を中心として地域振興事業を行っている。プロバスケットボールチーム「福井ブローウィンズ」の運営や、福井県初となる野外音楽フェスティバル「ONE PARK FESTIVAL」を運営している。

## 認定・表彰
- 2010年　「ベストベンチャー100」- IT業界[1]
- 2011年　「ベストベンチャー100」- IT業界[1]
- 2011年　就活アワード 2011
- 2012年　ベンチャー通信ONLINE「IT業界の起業家インタビュー 20代社長が牽引する成長企業100」　[2]
- 2012年　「ベストベンチャー100」- IT業界[1]
- 2013年　「ベストベンチャー100」- IT業界[1]
- 2014年　「ニッポン新事業創出大賞」 アントレプレナー部門
- 2015年　「ふるさと福井景観広告賞」 優良デザイン部門
- 2018年　「ふくい結婚応援企業」認定
- 2019年　「ふくい女性活躍推進企業」認定
- 2019年　「プラス1雇用運動」賛同
- 2019年　厚生労働省「多様な人材活用で輝く企業応援サイト」へ好事例企業として紹介
- 2020年　「ふくいSDGsパートナー」認定
- 2022年　令和4年度「ふくい女性活躍推進企業優良活動表彰 企業部門」 受賞
- 2023年　「健康経営優良法人2023（大規模法人部門）」認定
- 2023年　令和4年度「ふくい健康づくり実践事業所」認定
- 2023年　「えるぼし認定（3つ星）」認定
- 2023年　令和5年度「東京都スポーツ推進企業」認定

## 沿革
- 2004年（平成16年）
  - 04月 - 有限会社ALL CONNECT設立。
- 2005年（平成17年）
  - 04月 - 株式会社ALL CONNECTへ改組[3]。
- 2006年（平成18年）
  - 12月 - Web販売の代行事業を本格スタート
- 2007年（平成19年）
  - 12月 - 福井県福井市大和田町に本店を移転
- 2008年（平成20年）
  - 02月 - 東京都渋谷区代官山に東京支店を開設
  - 02月 - FLET'S光回線の販売取次を目的としてフルコミット(株)を設立
  - 02月 - オウンドサービス事業の開始にともない(株)Link Lifeを設立
  - 08月 - auひかり回線の販売取次を目的として(株)25を設立
- 2009年（平成21年）
  - 06月 - CMS(コンテンツマネジメントシステム)の開発を目的としてディーオージー(合)を設立 (組織変更等を経て後の㈱ピークライン。平成27年2月にフルコミット㈱と合併し、解散)
  - 06月 - FLET’S光回線の販売取次を目的として㈱インフィニティを設立
  - 11月 - 東京都品川区東五反田に東京支社を移転
- 2010年（平成22年）
  - 03月 - FLET’S光回線の販売取次を目的として㈱グッド・ラックを設立
  - 08月 - オフショアシステム開発を目的として、岐阜県高山市　㈱サンド開発より 奥科奈特(大連)軟件開発有限公司の株式を譲受
- 2011年（平成23年）
  - 06月 - FLET’S光回線の販売取次を目的として㈱ネットナビを設立
- 2013年（平成25年）
  - 01月 - 遺伝子検査キットの販売取次を目的として㈱Life Bankを設立
- 2014年（平成26年）
  - 06月 - 保険の販売取次を目的として㈱保険コネクトを設立
- 2015年（平成27年）
  - 05月 - 福井県福井市栂野町に本社を移転
  - 12月 - 携帯電話の販売取次を目的として㈱モバレコモバイルを設立
  - 12月 - ㈱インフィニティを㈱モバレコBBに商号変更
  - 12月 - 福井本社を増改築
- 2016年（平成28年）
  - 03月 - コンタクトセンターの運営を目的として㈱ネットナビコミュニケーションズを設立
  - 10月 - Webマーケティングの強化を目的として関連会社ITAL㈱を設立
  - 10月 - インターネットポータルサイトの運営を目的として㈱ALL CONNECT AGを設立
- 2018年（平成30年）
  - 08月 - 東京都新宿区西新宿に新宿営業所を開設
  - 08月 - 音楽フェス運営、CSR活動の推進を目的としてオウデム㈱を設立
- 2019年（平成31年・令和元年）
  - 03月 - コンタクトセンターの運営を目的として㈱ALL CONNECT CCを設立
  - 03月 - ㈱ALL CONNECTをホールディングス化
- 2020年（令和2年）
  - 02月 - 大阪府大阪市北区大淀中にある子会社の支社を本社支社化

## 加盟団体
- チャレンジ25キャンペーン [4]
- Yahoo!リスティング広告　正規代理店 [5]
- 一般社団法人日本コールセンター協会[6]